# All in – Alles oder nichts
All in – Alles oder nichts ist ein Film von Regisseur Gil Cates Jr., produziert 2008 in den Niederlanden und den USA.

## Handlung
Seiner Frau Helen zuliebe hat der alternde Ex-Poker-Profi Tommy Vinson bereits vor Jahren dem Glücksspiel abgeschworen. Als er während eines TV-Pokerspiels auf den 21-jährigen Nachwuchsspieler Alex Stillman stößt, wird seine Leidenschaft für das Spiel allerdings neu entfacht. Er nimmt den Studenten unter seine Fittiche und bezahlt die Startgebühren für die Turniere mit den Ersparnissen für den gemeinsamen Lebensabend mit seiner Frau Helen. Vinson bringt dem mathematisch begabten Stillman die Kunst des Bluffens bei und schleust unbemerkt das Callgirl Michelle ein, welches Stillmans Selbstvertrauen aufbauen soll. Beide Vorhaben enden in einem Streit, und zwar sowohl mit seiner Frau Helen, die daraufhin ihre Koffer packt, als auch mit Stillman. Dieser sagt sich vor dem entscheidenden Turnier von seinem Lehrmeister los mit dem Ergebnis, dass sich Vinson selbst für das Turnier einschreibt und sich beide in der Endrunde die Stirn bieten.
Stillman geht als vermeintlicher Gewinner hervor, hält seine Karten jedoch verdeckt und gibt sich als Verlierer aus mit der Folge, dass Vinson mit dem lang ersehnten Titel sowie mit einem hoch dotierten Preisgeld nach Hause fährt. In der letzten Szene sieht man, dass Stillman ein Paar Asse hatte und dadurch eigentlich gewonnen hätte.

## Trivia
Der Film wurde während eines Hauptspiels der World Poker Tour gedreht. Für die Rollen der Pokerspieler wurden zahlreiche Poker-Profis verpflichtet. Cameo-Auftritte haben unter anderem Antonio Esfandiari, Chris Moneymaker, Joe Hachem, Phil Laak, Greg Raymer und Isabelle Mercier.

## Dies und das
Beim Startwochenende in den USA spielte der Film in 50 Kinos gerade 35.281 US-Dollar ein.